# 模擬市民3：異能新世紀
《模擬市民3：異能新世紀》是《模擬市民3》的第七款資料片，于2012年9月4日推出。游戏以描写超自然生物对象为主题，其中包括仙子、巫师、狼人、吸血鬼和僵尸等生物。

## 外部連結
- 《模擬市民3：異能新世紀》官方網站[永久] （英文）
- The Sims Wiki上的相关条目：《模擬市民3：異能新世紀》（英文）